# Aída Alberti
Aída Alberti (née le 13 novembre 1915 à Buenos Aires et morte le 18 avril 2006 dans la même ville) est une actrice argentine.

## Biographie
Aída Alberti commence sa carrière avec des rôles au théâtre et tourne son premier film en 1938 Pampa y cielo. En 1952, elle apparaît dans son ultime film Sala de guardia, puis elle ne fait que des apparitions sporadiques dans des œuvres théâtrales et des programmes télévisés.
Elle fut l'épouse du manager artistique Ricardo Cerebello, puis de l'acteur Miguel Bebán.

## Filmographie
- 1938 : Pampa y cielo
- 1939 : La casa del recuerdo
- 1939 : Atorrante (La venganza de la tierra)
- 1939 : Una mujer de la calle
- 1939 : Doce mujeres
- 1940 : Sinvergüenza
- 1940 : Los ojazos de mi negra
- 1940 : Dama de compañía
- 1941 : El Cura gaucho
- 1941 : La canción de los barrios
- 1942 : La luna en el pozo
- 1942 : La novia de los forasteros
- 1942 : ¡Gaucho!
- 1943 : Fuego en la montaña
- 1943 : Llegó la niña Ramona
- 1944 : Los dos rivales
- 1945 : Cuando en el cielo pasen lista
- 1946 : Rosa de América
- 1946 : Albergue de mujeres
- 1947 : La cumparsita
- 1948 : Maridos modernos
- 1949 : Esperanza
- 1951 : Llévame contigo
- 1951 : Tierra extraña
- 1951 : Mujeres en sombra
- 1952 : Sala de guardia